# Stacey Cadman
Stacey Cadman (* 23. Mai 1979 in West Midlands, England) ist eine britische Schauspielerin.
Cadman wuchs in den West Midland auf. Nach der Gesamtschule studierte sie die Schauspielerei sowie das Tanzen und besuchte nebenbei die Art Educational School in London, wo sie auch für die erste Rolle in der Serie Cavegirl entdeckt wurde.
Heute lebt Cadman in London mit dem Iren Kevin O’Mahony.

## Filmografie
- 2002, 2003: Cavegirl (Fernsehserie, 38 Folgen)
- 2003: The Saturday Show
- 2003: Smile
- 2004, 2005: Mile High (Fernsehserie, 24 Folgen)
- 2005: Love Soup (Fernsehserie, 1 Folge)
- 2005: Monster Jam
- 2005: Blessed
- 2005: The Weakest Link
- 2006: Casualty (Fernsehserie, 1 Folge)